# Hyposoter anglicanus
Hyposoter anglicanus är en stekelart som först beskrevs av Heinrich Habermehl 1923.
Hyposoter anglicanus ingår i släktet Hyposoter och familjen brokparasitsteklar. Inga underarter finns listade i Catalogue of Life.